# Eclipse solar del 11 de agosto de 1999

Recorrido del eclipse.

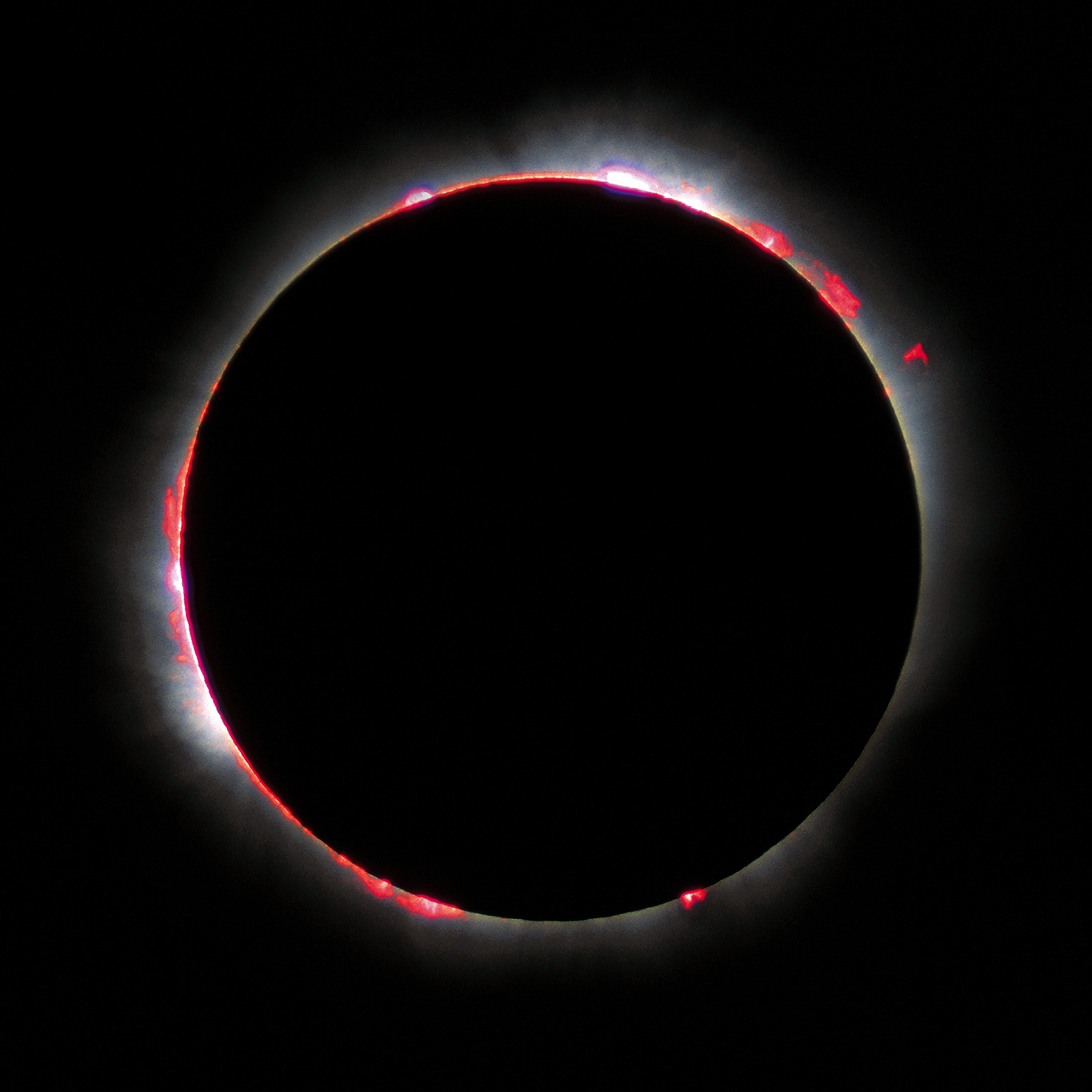
Fase del eclipse solar.

El 11 de agosto de 1999 tuvo lugar un eclipse solar que sería el último del siglo XX y del segundo milenio, ya que en el año 2000 solo hubo eclipses solares parciales. A pesar de que fue un eclipse total medio, su paso por regiones muy densamente pobladas ha hecho que sea considerado todavía hoy como el eclipse total de Sol visto por mayor número de personas en la historia de la humanidad.[cita requerida]
La zona de penumbra fue desde el Este norteamericano hasta Asia central, la banda de sombra total, se vio sobre las 11 h UTC en Terra Nova, Cornualles, el Condado de Devon, el norte de Francia, el sur de Bélgica, Luxemburgo, el sur de Alemania, Austria, Hungría, el norte de Yugoslavia, Bulgaria, el Mar Negro, Rumania,Turquía, Irán, el sur de Pakistán, India hasta el Golfo de Bengala.
El punto de maxima duración fue en Rumania, en Râmnicu Vâlcea (más precisamente Ocnele Mari), donde el Sol estuvo tapado por la Luna durante 2 minutos y 23 segundos.

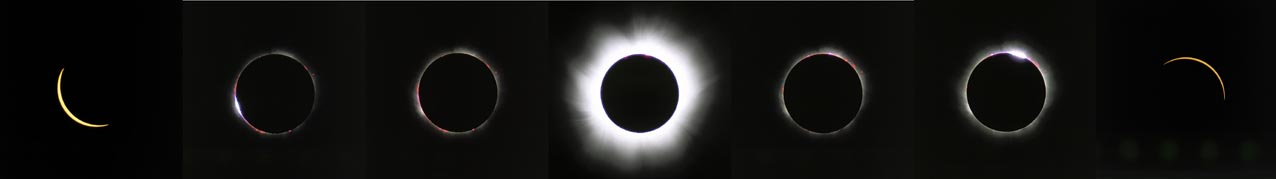
Fases del eclipse del 11/08/1999. Ph. Luc Viatour.

## Filmografía
- (en francés) Vol d'éclipse : éclipse totale de soleil, 11 août 1999, Christophe Gombert, CNRS, Meudon, 1999, 9' (VHS)